# Wargnies-le-Grand
Wargnies-le-Grand – miejscowość i gmina we Francji, w regionie Hauts-de-France, w departamencie Nord.
Według danych na rok 1990 gminę zamieszkiwało 1018 osób, a gęstość zaludnienia wynosiła 179 osób/km² (wśród 1549 gmin regionu Nord-Pas-de-Calais Wargnies-le-Grand plasuje się na 555. miejscu pod względem liczby ludności, natomiast pod względem powierzchni na miejscu 621.).